# Gunner
A gunner egy játékos az amerikaifutballban. Az ő dolga, hogy egy punt vagy kickoff esetén, a rugó csapat tagjaként, végigrohanjon a pályán és szerelje a kick returnert vagy a punt returnert.

## Jellemzői
Tekintve feladatkörét, fontos, hogy nagyon gyors legyen, ezért általában a gunner játékos egy wide receiver, egy defensive back vagy egy cornerback. Nagyon jó mozgékonysággal kell rendelkezniük a hirtelen irányváltások miatt, és számos egyedi technika szükséges, hogy gyorsan cselezhessék ki a rájuk támadó játékosokat.
A puntolás alatt, amikor a labda átadása a punternek történik (snap), az egy vagy két gunner elkezd a pálya szélén rohanni a fogadó felé, hogy szerelhesse. Így fontos, hogy a puntot elkapó csapat mire koncentrál a taktikában: több embert állít a gunnerek megállítására, hogy az elkapás biztosabb legyen, de így talán nem jut annyit előre a receiver, mert a kevesebb támadó majd kevesebb embert tud blokkolni. Ha kevesebb embert állít fel, akkor meg igaz, hogy a támadók majd jobban tudnak takarítani a labdával futó receiver elől, de lehet, hogy már szereli is őt egy gunner, ha nem tudja elkerülni őket.

## Külső hivatkozások
- Barry Cawley - Charles Brodgen: Hogyan játsszák? Amerikai Futball ISBN 9631097668
- NFL hivatalos oldala

| Amerikai futball-pozíciók                  | Amerikai futball-pozíciók            | Amerikai futball-pozíciók | Amerikai futball-pozíciók             | Amerikai futball-pozíciók | Amerikai futball-pozíciók               | Amerikai futball-pozíciók | Amerikai futball-pozíciók |
| Offense                                    | Offense                              |                           | Defense                               | Defense                   |                                         | Special teams             | Special teams             |
| ------------------------------------------ | ------------------------------------ | ------------------------- | ------------------------------------- | ------------------------- | --------------------------------------- | ------------------------- | ------------------------- |
| Linemen                                    | Guard, Tackle, Center                | Linemen                   | Nose tackle, Tackle, End, Edge rusher | Rúgó játékosok            | Placekicker, Punter, Kickoff specialist |                           |                           |
| Quarterback                                | Quarterback                          | Linebacker                | Linebacker                            | Snapping                  | Long snapper, Holder                    |                           |                           |
| Backs                                      | Halfback, Fullback, H-back, Wingback | Backs                     | Cornerback, Safety                    | Visszahordás              | Punt returner, Kick returner            |                           |                           |
| Elkapók                                    | Wide receiver, Tight end, Slotback   | Backs                     | Nickelback, Dimeback                  | Szerelés                  | Gunner                                  |                           |                           |
| Formációk - Pozíciók története - Stratégia |                                      |                           |                                       |                           |                                         |                           |                           |